# Sprintvärldsmästerskapen i kanotsport 2007
Sprintvärldsmästerskapen i kanotsport 2007 anordnades den 9-12 augusti i Duisburg, Tyskland.

## Medaljsummering
| Pl.    | Nation         | Guld | Silver | Brons | Totalt |
| ------ | -------------- | ---- | ------ | ----- | ------ |
| 1      | Tyskland       | 9    | 6      | 3     | 18     |
| 2      | Ungern         | 9    | 3      | 6     | 18     |
| 3      | Polen          | 0    | 3      | 4     | 7      |
| 4      | Belarus        | 1    | 2      | 1     | 4      |
| 5      | Ryssland       | 1    | 2      | 1     | 4      |
| 6      | Slovakien      | 1    | 2      | 1     | 4      |
| 7      | Rumänien       | 1    | 1      | 1     | 3      |
| 8      | Litauen        | 0    | 1      | 2     | 3      |
| =      | Serbien        | 0    | 1      | 2     | 3      |
| 10     | Kanada         | 1    | 1      | 0     | 2      |
| 11     | Storbritannien | 1    | 1      | 0     | 2      |
| 12     | Frankrike      | 1    | 0      | 1     | 2      |
| 13     | Spanien        | 1    | 0      | 1     | 2      |
| 14     | Finland        | 0    | 2      | 0     | 2      |
| 15     | Kina           | 0    | 1      | 1     | 2      |
| 16     | Ukraina        | 1    | 0      | 0     | 1      |
| 17     | Kuba           | 0    | 1      | 0     | 1      |
| 18     | Norge          | 0    | 0      | 1     | 1      |
| 19     | Slovenien      | 0    | 0      | 1     | 1      |
| 20     | Sverige        | 0    | 0      | 1     | 1      |
| Totalt | Totalt         | 27   | 27     | 27    | 81     |

### Herrar

#### Kanadensare
| Gren       | Guld                                                                   | Tid      | Silver                                                            | Tid      | Brons                                                                                     | Tid      |
| C-1 200 m  | Jurij Tjeban (UKR)                                                     | 40,323   | Maxim Opalev (RUS)                                                | 40,407   | Evgeny Shuklin (LTU)                                                                      | 40,539   |
| C-1 500 m  | David Cal Figueroa (ESP)                                               | 1:47,187 | Andreas Dittmer (GER)                                             | 1:47,383 | Yang Wenjun (CHN)                                                                         | 1:47,545 |
| C-1 1000 m | Attila Vajda (HUN)                                                     | 4:08,563 | Marián Ostrčil (SVK)                                              | 4:10,685 | David Cal Figueroa (ESP)                                                                  | 4:11,057 |
| C-2 200 m  | Ryssland Evgenj Ignatov Ivan Sjtyl                                     | 36,913   | Tyskland Christian Gille Tomasz Wylenzek                          | 37,192   | Litauen Tomas Gadeikis Raimundas Labuckas                                                 | 37,407   |
| C-2 500 m  | Ungern György Kozmann György Kolonics                                  | 1:40,501 | Rumänien Iosif Chirilă Andrei Cuculici                            | 1:40,991 | Tyskland Christian Gille Tomasz Wylenzek                                                  | 1:41,501 |
| C-2 1000 m | Tyskland Christian Gille Tomasz Wylenzek                               | 3:46,627 | Kuba Serguey Torres Karel Aguilar                                 | 3:47,591 | Polen Wojciech Tyszyński Paweł Baraszkiewicz                                              | 3:48,103 |
| C-4 200 m  | Ungern Péter Balázs Gábor Horváth Márton Joób Pál Sarudi               | 34,297   | Ryssland Evgenj Dorochin Nikolaj Lipkin Evgenj Ignatov Ivan Sjtyl | 34,365   | Belarus Dzmitrj Rabtjanka Dzmitry Vaitsisjkin Kanstantsin Sjtjarbak Aliaksandr Vautjetski | 34,533   |
| C-4 500 m  | Ungern Péter Balázs Gábor Horváth Márton Joób Pál Sarudi               | 1:31,265 | Tyskland Robert Nuck Sebastian Brendel Thomas Lück Stefan Holtz   | 1:31,497 | Rumänien Loredan Popa Ciprian Popa Nicolae Flocea Florin Mironcic                         | 1:31,879 |
| C-4 1000 m | Rumänien Andrei Cuculici Loredan Popa Silviu Simioncencu Iosif Chirilă | 3:23,325 | Tyskland Erik Leue Stefan Holtz Thomas Lück Robert Nuck           | 3:24,619 | Ungern Márton Metka Róbert Mike Mátyás Sáfrán Gábor Balázs                                | 3:28,880 |

#### Kajak
| Gren       | Guld                                                                 | Tid      | Silver                                                                             | Tid      | Brons                                                                          | Tid      |
| K-1 200 m  | Jonas Ems (GER)                                                      | 35,275   | Vytautas Vaičikonis (LTU)                                                          | 35,683   | Gergely Gyertyános (HUN)                                                       | 36,019   |
| K-1 500 m  | Adam van Koeverden (CAN)                                             | 1:36,279 | Tim Brabants (GBR)                                                                 | 1:36,607 | Marek Twardowski (POL)                                                         | 1:36,661 |
| K-1 1000 m | Tim Brabants (GBR)                                                   | 3:40,113 | Adam van Koeverden (CAN)                                                           | 3:40,675 | Eirik Verås Larsen (NOR)                                                       | 3:41,64  |
| K-2 200 m  | Belarus Raman Piatrusjenka Vadzim Machneu                            | 32,251   | Tyskland Ronald Rauhe Tim Wieskötter                                               | 32,597   | Serbien Ognjen Filipović Dragan Zorić                                          | 32,993   |
| K-2 500 m  | Tyskland Ronald Rauhe Tim Wieskötter                                 | 1:27,709 | Belarus Raman Piatrusjenka Vadzim Machneu                                          | 1:27,873 | Ungern Zoltán Kammerer Gábor Kucsera                                           | 1:29,527 |
| K-2 1000 m | Frankrike Philippe Colin Cyrille Carré                               | 3:24,683 | Polen Adam Seroczyński Mariusz Kujawski                                            | 3:24,891 | Ungern Zoltán Kammerer Gábor Kucsera                                           | 3:26,579 |
| K-4 200 m  | Ungern Viktor Kadler István Beé Gergely Boros Balázs Babella         | 30,715   | Serbien Ognjen Filipović Dragan Zorić Bora Sibinkic Milan Đenadić                  | 30,735   | Ryssland Stepan Sjevtjuk Anton Vasilev Konstantin Visjnjakov Sergej Chovanskij | 30,913   |
| K-4 500 m  | Slovakien Richard Riszdorfer Michal Riszdorfer Erik Vlček Juraj Tarr | 1:20,045 | Belarus Stanislau Streltjanka Dzianis Zjyhadla Siarhei Findziukevitj Ruslan Bitjan | 1:20,733 | Ungern Márton Sík Attila Boros Attila Csamangó Gábor Bozsik                    | 1:21,651 |
| K-4 1000 m | Tyskland Lutz Altepost Norman Bröckl Marco Herszel Björn Goldschmidt | 3:04,369 | Polen Marek Twardowski Tomasz Mendelski Paweł Baumann Adam Wysocki                 | 3:04,719 | Slovakien Richard Riszdorfer Michal Riszdorfer Erik Vlček Juraj Tarr           | 3:05,625 |

### Damer

#### Kajak
| Gren       | Guld                                                                         | Tid      | Silver                                                            | Tid      | Brons                                                                          | Tid      |
| K-1 200 m  | Nataša Janić (HUN)                                                           | 40,835   | Anne Rikala (FIN)                                                 | 41,069   | Spela Ponomarenko (SLO)                                                        | 41,243   |
| K-1 500 m  | Katalin Kovács (HUN)                                                         | 1:48,663 | Anne Rikala (FIN)                                                 | 1:49,255 | Katrin Wagner-Augustin (GER)                                                   | 1:49,399 |
| K-1 1000 m | Katalin Kovács (HUN)                                                         | 4:06,823 | Friedericke Leue (GER)                                            | 4:08,937 | Sofia Paldanius (SWE)                                                          | 4:10,901 |
| K-2 200 m  | Tyskland Fanny Fischer Nicole Reinhardt                                      | 37,339   | Slovakien Ivana Kmeťová Martina Kohlová                           | 37,921   | Polen Marta Walczykiewicz Dorota Kuczkowska                                    | 38,697   |
| K-2 500 m  | Tyskland Fanny Fischer Nicole Reinhardt                                      | 1:40,275 | Ungern Tímea Paksy Dalma Benedek                                  | 1:40,963 | Frankrike Anne Laure Viard Marie Delattre                                      | 1:41,719 |
| K-2 1000 m | Tyskland Gesine Ruge Judith Hörmann                                          | 3:45,933 | Polen Ewelina Wojnarowska Małgorzata Chojnacka                    | 3:47,142 | Ungern Danuta Kozák Gabriella Szabó                                            | 3:49,174 |
| K-4 200 m  | Tyskland Carolin Leonhardt Conny Waßmuth Katrin Wagner-Augustin Maren Knebel | 35,459   | Ungern Tímea Paksy Katalin Kovács Krisztina Fazekas Melinda Patyi | 37,921   | Serbien Miljana Knezevic Antonija Panda Renata Kubik Marta Tibor               | 38,697   |
| K-4 500 m  | Tyskland Carolin Leonhardt Conny Waßmuth Katrin Wagner-Augustin Maren Knebel | 1:37,145 | Ungern Tímea Paksy Katalin Kovács Krisztina Fazekas Dalma Benedek | 1,37,951 | Polen Monika Borowicz Aneta Konieczna Małgorzata Chojnacka Ewelina Wojnarowska | 1:38,103 |
| K-4 1000 m | Ungern Tímea Paksy Krisztina Fazekas Alexandra Keresztesi Dalma Benedek      | 3:13,625 | Kina Feng Vang Ya Li-yang La Mei-yu Ying Ho                       | 3:13,971 | Tyskland Gesine Ruge Friedericke Leue Marina Schmuck Judith Hörmann            | 3:15,025 |